# Cécile Kyenge

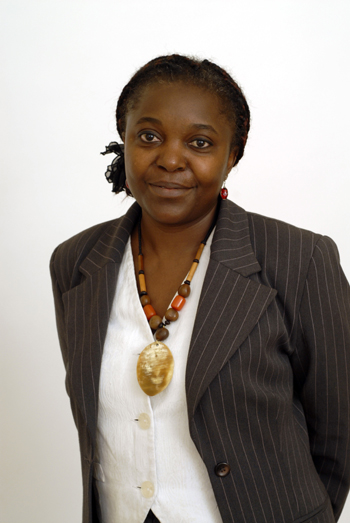
Cécile Kyenge

Kashetu „Cécile“ Kyenge (* 28. August 1964 in Kambove, Provinz Katanga, Demokratische Republik Kongo) ist eine italienische Politikerin des Partito Democratico und Augenärztin. Sie bekleidete im Kabinett Letta vom 28. April 2013 bis zum 22. Februar 2014 die Position der Ministerin für Integration.

## Leben
Kyenge wurde als Tochter einer wohlhabenden Familie geboren. Ihr Vater war Staatsdiener und Dorfoberhaupt; er lebt polygam und hat vier Frauen und 39 Kinder.
Nach ihrem Abitur beschloss sie, Medizin zu studieren, doch durch eine politische Anordnung blieb ihr dieser Studiengang verwehrt und sie schrieb sich in Pharmazie an der Universität von Kinshasa ein. Sie besuchte trotzdem regelmäßig die Vorlesungen in Medizin und erhielt eines von drei Stipendien für kongolesische Studenten, um Medizin an der Università Cattolica del Sacro Cuore in Rom zu studieren. Kyenge kam im Jahr 1983 in Italien an, doch aufgrund unglücklicher Umstände konnte sie sich erst ein Jahr später an der Universität einschreiben. Da sie zu dem Zeitpunkt kein Stipendiengeld erhielt, hielt sie sich illegal in Italien auf und bekam erst durch die Hilfe eines katholischen Vereins einen legalen Aufenthaltsstatus. Sie wohnte vorübergehend in einem Wohnheim der Laienmissionarinnen in Modena, wo sie die italienische Sprache lernte und sich auf die Aufnahmeprüfung der Universität vorbereitete. Um für ihren Lebensunterhalt zu sorgen, arbeitete sie zu dieser Zeit als private Altenpflegerin.
Sie schloss ihr Studium in Medizin und Chirurgie an der Università Cattolica del Sacro Cuore in Rom mit einer Abschlussarbeit in Pädiatrie ab. Danach machte sie ihre Ausbildung zur Fachärztin in Augenheilkunde an der Universität Modena und Reggio Emilia in Modena.
Im Jahr 2002 gründete sie den Interkulturellen Verein SAWA (Swahili sawa ‚Magie‘, ‚Medizin‘, ‚Wohlbefinden‘) mit dem Ziel des interkulturellen Austauschs und der Sensibilisierung, Integration und Kooperation zwischen Italien und Afrika, vor allem der Demokratischen Republik Kongo.
Seit September 2010 ist sie nationale Vertreterin des Netzwerks Primo Marzo, das sich für die Förderung der Rechte von Migranten einsetzt. Kyenge setzt sich vor allem für Bürgerrechte ein. Sie hat das AIFA Projekt für die Ausbildung von Fachärzten in der Demokratischen Republik Kongo in Zusammenarbeit mit der Universität Lubumbashi koordiniert und unterstützt. Im Rahmen des Projekts Diaspora Africana setzt sie sich für das Recht auf Einbürgerung für Immigranten ein.
Kyenge heiratete im Jahr 1994 einen italienischen Ingenieur aus Kalabrien und erwarb dadurch die italienische Staatsbürgerschaft. Zusammen haben sie zwei Töchter und wohnen in Castelfranco Emilia in der Provinz Modena.

### Politische Karriere
Im Jahr 2004 wurde sie in Modena für die Linksdemokraten in den Rat eines Stadtbezirks gewählt und wurde anschließend Leiterin des Forums für Internationale Kooperation und Immigration auf Provinzebene.
Am 7. Juni 2009 wurde sie in Modena zum Mitglied des Provinzialrats für die Demokratische Partei (PD) gewählt und Teil der „Kommission Sozialstaat und Sozialpolitik“. Des Weiteren ist sie Regionalleiterin der Emilia-Romagna der Migrationspolitik des PD.
Am 25. Februar 2013 wurde sie zur Abgeordneten der italienischen Abgeordnetenkammer für den PD in der Emilia-Romagna gewählt.
Sofort nach ihrer Wahl legte sie zusammen mit anderen Unterzeichnern (Pier Luigi Bersani, Khalid Chaouki und Roberto Speranza) einen Gesetzentwurf vor, der die Zuerkennung der italienischen Staatsbürgerschaft für in Italien geborene Kindern ausländischer Eltern vorsieht und sich auf das Ius Soli stützt.
Am 28. April 2013 wurde sie zur Ministerin für Integration ernannt und war somit die erste schwarze Ministerin Italiens. Sie selbst wählt bewusst das Adjektiv „schwarz“ und nicht farbig.
Beim Regierungswechsel zum Kabinett Renzi im Februar 2014 wurde sie jedoch nicht mehr als Ministerin nominiert. Stattdessen wurde sie bei der Europawahl im Mai 2014 im Wahlkreis Italien Nordost ins Europäische Parlament gewählt.

### Reaktionen auf ihre Ernennung
Aufgrund ihrer politischen Ansichten bezüglich der Einwanderungspolitik wurde ihre Ernennung von einigen Mitgliedern der rechtspopulistischen Partei Lega Nord kritisiert. Offene, rassistische Aussagen über ihre kongolesische Herkunft kamen vor allem von den Mitgliedern der Lega Nord, z. B. von Erminio Boso und Mario Borghezio. Boso erklärte in diesem Zusammenhang öffentlich, ein Rassist zu sein, und Borghezio bemühte die Genetik für die Erklärung seiner ablehnenden Haltung gegenüber der Ministerin, woraufhin er im Mai 2013 sein Mandat im Europaparlament niederlegen musste und im Juni 2013 von seiner Fraktion im Europaparlament, Europa der Freiheit und der Demokratie, ausgeschlossen wurde.

### Rassistische Attacken gegen Kyenge
In regelmäßigen Abständen wird Kyenge nach Verübung von Straftaten durch Ausländer, vor allem Nicht-EU-Bürgern, von italienischen Bürgern, aber auch von der Politik verbal attackiert. Im Internet wurde dazu aufgerufen, Kyenge zu ermorden.
Nachdem im Mai 2013 in Mailand ein ghanaischer Staatsbürger auf offener Straße einen Menschen mit einer Spitzhacke getötet und vier schwer verletzt hatte, erklärte der Europaparlamentsabgeordnete Matteo Salvini der Lega Nord, dass Kyenges freizügige Politik die Ausländer zu Straftaten anstifte. Parteigenossen von Kyenge und Nichi Vendola, Präsident der Region Apulien und Mitglied der Sinistra Ecologia Libertà, verteidigten die Ministerin. Vendola unterstrich die schwere Position der Ministerin mit den Worten, dass Kyenge aus drei Gründen Angriffsfläche für Beleidigungen sei: „Weil sie Frau, schwarz und Ministerin ist.“

Nachdem im Juni 2013 ein Afrikaner versucht haben soll, eine Frau zu vergewaltigen, schrieb die Lokalpolitikerin Dolores Valandro der Lega Nord aus Padua auf ihrer Facebook-Seite „Findet sich denn keiner, der sie vergewaltigt, damit sie merkt, was die Opfer dieses furchtbaren Verbrechens empfinden?“ Valandro wurde umgehend von der Lega Nord aus der Partei ausgeschlossen. Die Reaktion Kyenges: 

„Ich antworte auf diese gewalttätige Redeweise nicht, da jeder Mensch dadurch beleidigt wird. Eine solche Sprache mache ich mir nicht zu eigen, weil sie alle Bürger zur Gewalt aufruft. Jeder Mensch und nicht nur die Ministerin wird dadurch beleidigt. In den vergangenen Jahren habe ich mich immer auch über die Sprache für die Gewaltlosigkeit eingesetzt.“

Am 14. Juli 2013 verglich der Vizepräsident des Senats Roberto Calderoli Kyenge mit einem Orang-Utan. Trotz Rücktrittsforderungen blieb dieser rassistische Angriff für Calderoli vorerst ohne Konsequenzen. Seither sind rassistische Übergriffe gegen die Ministerin quasi an der Tagesordnung. So wurden am 26. Juli 2013 bei einer Parteiveranstaltung in Cervia Bananen in Richtung Kyenges geworfen und auf ihren Stuhl auf dem Podium gelegt. Im Januar 2019, wurde Roberto Calderoli wegen schwerer Beschimpfung verurteilt. Kyenge begrüßte das Urteil in den sozialen Medien: 

„Rassismus zahlt sich nicht aus: Roberto Calderoli ist in erster Instanz zu einem Jahr und sechs Monaten Haft verurteilt worden, weil er mich mit rassistischen Äußerungen beleidigt hat. Rassismus bekämpft man auch über den Rechtsweg.“